# Mecysmauchenius segmentatus
Mecysmauchenius segmentatus és una espècie d'aranyes araneomorfes de la família dels mecismauquènids (Mecysmaucheniidae). Fou descrita per primera vegada l'any 1884 per Simon.
Aquesta espècie es troba a Xile –a les regions d'Araucania, de Los Lagos i Magallanes–, a l'Argentina –Província de Río Negro, Santa Cruz, la Terra del Foc i les Illes Malvines–.